# Zardoz
Zardoz is een Britse film uit 1974 van John Boorman met in de hoofdrollen Sean Connery en Charlotte Rampling.
De film gaat over een aardse samenleving in de toekomst waarin de mensheid onsterfelijkheid heeft bereikt en tegelijkertijd kampt met apathie en zware verveling. Een binnendringende barbaar brengt daarin echter grote veranderingen.
John Boorman maakte deze film voor een budget van circa 1 miljoen. Om de kosten zo laag mogelijk te houden filmde hij bijna in zijn eigen achtertuin, vlak bij zijn huis in Ierland, terwijl ook acteur Sean Connery meedeed door zijn eigen auto te gebruiken om bij de set te komen. Hoewel de film werd geprezen vanwege zijn fantasievolle scenario en vormgeving, was het verhaal te ingewikkeld voor de meeste bioscoopbezoekers en Zardoz flopte. De film verwierf echter wel een cultstatus.

## Verhaal
De Aarde is sterk veranderd in het jaar 2293. De barbaarse inwoners van de planeet, de Bruten, worden geregeerd door de Onsterfelijken. Deze laatste groep gebruikt een deel van de Bruten, de Verdelgers, als een groep uitverkoren krijgers. Ze hebben zelfs een god voor hen gecreëerd, Zardoz genaamd. Zardoz manifesteert zich in de vorm van een gigantisch stenen hoofd dat door de lucht vliegt. De leer die Zardoz predikt gaat als volgt:
"Het wapen is goed, de penis is slecht. De penis schiet zaad en produceert nieuw leven dat de Aarde vergiftigt met een plaag van mensen, zoals het eens was. Maar het wapen brengt de dood en zuivert de Aarde van de smerige Bruten. Ga uit…en moord!"
Het stenen hoofd is gevuld met wapens die de Verdelgers aanvaarden in ruil voor graan dat ze verbouwen. Tijdens een dergelijke ruil, weet een Verdelger, Zed, stiekem het hoofd binnen te dringen. Hij doodt Arthur Frayn, de piloot en een van de Onsterfelijken. Het hoofd vliegt echter op automatische piloot terug naar de Vortex, een door een krachtveld afgeschermd complex waar de Onsterfelijken wonen. In de Vortex ontmoet Zed twee Onsterfelijken, Consuella en May. De twee beschikken over aanzienlijke mentale krachten en al snel is Zed hun gevangene en slaaf. Beide dames zijn het oneens over het lot van de barbaar. Consuella wil hem vernietigen, maar May wil hem nog even in leven houden en bestuderen. Ze wordt hierbij gesteund door een andere Onsterfelijke, Friend. Zed mag nog blijven leven en leert de gemeenschap van de Vortex kennen. Het blijkt dat de Onsterfelijken de dood hebben overwonnen met behulp van kunstmatige intelligentie, samengebald in het Tabernakel. De samenleving heeft echter alle geestdrift verloren. Iedereen verveelt zich en is immoreel. Omdat voortplanting niet meer nodig is, zijn de mannen impotent. Slaap is vervangen door meditatie, terwijl sommige Onsterfelijken catatoon zijn geworden, de Apathiërs. De Onsterfelijken beheren de menselijke kennis en spenderen hun dagen met uitgebreide groepssessies die worden gekenmerkt door veel navelstaren. Ze leven van zelfgebakken brood van het graan dat het stenen hoofd binnenbrengt. Om het leven in de Vortex nog wat zin te geven zijn er een groot aantal vaak complexe maatschappelijke regels. Overtreders worden gestraft met kunstmatige veroudering en de status van Afvallige. Als er toch een Onsterfelijke een dodelijk ongeluk krijgt, wordt hij onmiddellijk herboren in een nieuw kunstmatig geproduceerd lichaam. May en Friend ontdekken dat Zed veel intelligenter is dan ze oorspronkelijk dachten. Het blijkt dat Arthur Frayn, de piloot van het Zardozhoofd, bezig was met eugenetica, rasveredeling, toe te passen op de Bruten. Hij wilde een ras van supermensen creëren dat de Vortex zou binnenvallen om de Onsterfelijken te bevrijden van hun gehate eeuwige leven. Een visuele analyse van Zeds geheugen toont aan dat Frayn Zed heeft leren lezen. Vervolgens toonde hij hem een exemplaar van het boek The Wizard of Oz. Hierdoor leerde Zed dat de naam Zardoz is afgeleid van "wiZard of Oz", en dat Frayn een mens is en geen god. Geprikkeld door deze ontdekking ging Zed op zoek naar de bronnen van het mysterie Zardoz. Consuella is geschokt door deze beelden uit Zeds geheugen. Samen met de Onsterfelijken veroudert ze Friend en probeert Zed te doden. Met behulp van May kan Zed echter ontsnappen. Hij maakt zich de kennis van de Onsterfelijken over het Tabernakel eigen, met als doel dit instrument te vernietigen. Met de hulp van Zed dringen de Verdelgers de Vortex binnen en doden de meeste Onsterfelijken. De wereld bestaat nu alleen nog uit de Bruten en groepjes voormalige Onsterfelijken die zich verspreid over de Aarde in leven proberen te houden. Zed en Consuella gaan in het holle stenen hoofd van Zardoz wonen en beginnen een nieuw leven. Ze krijgen een kind, dat opgroeit en ten slotte zijn ouders verlaat. Het tweetal sterft en hun lichamen verworden tot skeletten. Uiteindelijk blijft er niets anders over dan wat nageschilderde handafdrukken op de muur en Zeds roestige revolver.

## Rolverdeling
| Acteur             | Personage    |
| ------------------ | ------------ |
| Sean Connery       | Zed          |
| Charlotte Rampling | Consuella    |
| Sara Kestelman     | May          |
| John Alderton      | Friend       |
| Sally Anne Newton  | Avalow       |
| Niall Buggy        | Arthur Frayn |
| Bisco Hogan        | George Saden |
| Jessica Swift      | Apathetic    |

## Achtergrond

### Symboliek
Na het succes van Deliverance uit 1972, kreeg Boorman carte blanche voor zijn volgende film. Hij mocht het onderwerp en scenario bepalen. Boorman was geïnteresseerd in Lord of the Rings van J.R.R. Tolkien en correspondeerde met de schrijver over een mogelijk scenario. Het project ging uiteindelijk niet door, hoewel delen van het scenario terechtkwamen in Excalibur (1981). Wel bleef Boorman spelen met een thema van Tolkien over de onsterfelijke elven die op zeker ogenblik verlangen naar de dood. Hij combineerde dit met een ander idee dat hij kreeg tijdens de opnamen van Deliverance. Hij vroeg zich op zeker ogenblik af hoe de hippiegemeenschappen in Californië zich in de toekomst zouden ontwikkelen als de beschaving ten onder zou gaan. Als uitgangspunt voor zijn scenario baseerde hij zich op een ander beroemd fantasyboek: The Wizard of Oz van L. Frank Baum. De kern van het verhaal van Baum is dat de tovenaar van Oz een schertsfiguur is, een kermisartiest die zich voordoet als de machtige tovenaar van Oz en zich bedient van allerlei goocheltrucs. Net als in Zardoz verbergt de zogenaamde tovenaar zich achter een gigantisch masker om zijn volgelingen angst aan te jagen. In Boormans visie is de mensheid verworden tot een groep zwakkelingen dat wordt geregeerd door het Tabernakel. Boorman baseert zich voor deze geheimzinnige kunstmatige intelligentie op de Bijbel. Het tabernakel bestond "uit een verplaatsbare omheining, waarachter het brandofferaltaar stond en een centrale tent. Hierin was een kubusvormige ruimte, het Heilige der Heiligen waar de Ark van het Verbond stond. Het brandofferaltaar was voor de dagelijkse offerdienst en was vrij toegankelijk. Het Heilige der Heiligen mocht maar eenmaal per jaar en alleen door de hogepriester betreden worden, wanneer deze het zoenoffer bracht voor het gehele volk". In Zardoz is het Tabernakel in feite een God geworden. Alles wordt door het Tabernakel geregeld, de bescherming van de Vortex, de mentale krachten en het in leven houden van de Onsterfelijken en uiteindelijk de vernietiging van dit alles. Zed ontdekt dat de werkelijke 'tovenaar van Oz' niet Arthur Frayn is, maar het Tabernakel. Het Tabernakel manipuleert Frayn die op zijn beurt Zed manipuleert. Zed vernietigt het Tabernakel en daarmee de Vortex en de Onsterfelijken. Aangezien dit was allemaal voorzien door het Tabernakel, legt Boorman nogmaals de nadruk op het 'goddelijke karakter' van de kunstmatige intelligentie. (Een andere aanwijzing over goddelijke aanwezigheid is het speciale brood dat de Onsterfelijken bakken. Dat lijkt op het Ambrozijn van de Griekse Goden) Het verhaal van Zed lijkt op het verhaal van de Zondvloed uit de Bijbel. De mensheid wordt door God vernietigd met uitzondering van Noach en zijn Ark. Als het water is weggetrokken mag Noach de Aarde weer bevolken. Zed en Consuella zijn de nieuwe Adam en Eva. De geschilderde handafdrukken op de rotswand aan het einde van de film doen denken aan de afdrukken op de muren in de Grotten van Lascaux. Behalve beschilderingen bestaande uit dierfiguren, werden daar geschilderde afdrukken van mensenhanden aangetroffen (gedateerd op 10 tot 15.000 jaar voor Christus). Boorman laat hiermee zien dat Zed ook een voorvader is uit het nieuwe Stenen Tijdperk dat volgt op de beschaving die is uitgewist. Hij blijft hierbij dicht bij de mythologie die Tolkien ontwikkelde en terug te vinden is in De Silmarillion uit 1977. Het verhaal van de Elven die onsterfelijk zijn en de mensheid die hier jaloers op is.

### Acteurs
Aanvankelijk was Burt Reynolds aangetrokken voor de rol van Zed. Boorman kende Reynolds nog van Deliverance en was ook erg teleurgesteld dat de acteur vanwege ziekte moest afhaken. Hij werd vervangen door Sean Connery. Connery was gestopt met het spelen van James Bond en vond het moeilijk om aan het werk te komen. Hij werd te veel vereenzelvigd met de rol van 007. Boorman kon hierdoor Connery voor weinig geld inhuren. Connery kreeg er bijna spijt van toen hij het kostuum van Zed zag. Het zag eruit als een rode luier met kniehoge laklaarzen. Ironisch genoeg had Burt Reynolds, naar eigen zeggen, niet lang daarvoor geweigerd de rol van James Bond te spelen na het vertrek van Sean Connery.

### Productie
Boorman filmde in Ierland en de meeste opnamen in de studio werden gemaakt in de Ardmore Studios in Bray. Verder werd er gefilmd in Luggala Estate in Wicklow in Ierland en om de kosten te drukken in de buurt van het huis van Boorman in Ierland. Ook gebruikte hij de kantine van de Ardmore Studios als locatie voor het rusthuis van de Afvalligen. Het binnenbrengen in Ierland van de wapens die werden gebruikt was nog een probleem. In 1973 was de IRA actief en de Ierse overheid zag er weinig in dat allerlei wapens het land in kwamen. Een van de wapens was Zeds revolver, een Webley-Fosberry 455 caliber semi-automatic, een wapen dat nog stamt uit het begin van de 20e eeuw. In de film vuurt Connery in zijn rol van Zed op een slaaf. Deze rol werd gespeeld door John Boorman zelf. Hoewel er natuurlijk een losse patroon werd gebruikt begroef toch een prop zich in zijn voorhoofd. Het duurde dagen voordat alles loskwam. Alweer om de kosten te drukken, gebruikte Boorman Ierse zigeuners en woonwagenbewoners als figuranten. Ze zagen er volgens hem authentiek uit omdat ze altijd in de open lucht verbleven. De scène waarin Zed en Consuella vergaan tot skeletten moest Boorman drie keer opnemen. De eerste keer omdat de film beschadigd raakte, de tweede keer omdat een assistent in de studio de negatieven verpestte. Dit tot grote woede van Connery en Rampling die uren bij de grime moesten doorbrengen.